# Hotel del Luna
Hotel del Luna (kor. 호텔 델루나) – południowokoreański serial telewizyjny. Główne role odgrywają w nim Lee Ji-eun oraz Yeo Jin-goo. Serial emitowany był na kanale tvN od 13 lipca do 1 września 2019 roku, w sobotę i niedzielę o 21:10.

## Fabuła
Hotel del Luna (formalnie nazywany „Guest House of the Moon”), znajdujący się w Seulu, nie jest podobny do żadnego innego hotelu: jego klientami są duchy, a sam budynek nie jest widoczny w prawdziwej formie w ciągu dnia. W czasach Goguryeo buntowniczka o imieniu Jang Man-wol wypiła alkohol, który nieświadomie zamienił ją we właściciela pensjonatu. Prowadzi hotel przez ostatnie 1000 lat musząc odpracować popełnione złe uczynki. W wyniku zbiegu okoliczności zatrudnia Ku Chan-Seonga w roli menadżera hotelu.

## Obsada

### Postacie pierwszoplanowe
- Lee Ji-eun jako Jang Man-wol, piękna, ale chłodna i humorzasta właścicielka hotelu.
  - Kim Gyu-ri jako młoda Jang Man-wol.
- Yeo Jin-goo jako Ku Chan-seong, nowo zatrudniony menadżer hotelu, który został nim ze względu na umowę zawartą pomiędzy Man-wol a jego ojcem.
  - Kim Kang-hoon jako młody Ku Chan-seong.

### Postacie drugoplanowe
Obsługa hotelu
- Jung Dong-hwan jako No Joon-suk, poprzedni menadżer hotelu.
- Shin Jung-geun jako Kim Seon-bi /Kim Shi-ik, hotelowy barman, za życia uczony z czasów dynastii Joseon.
- Bae Hae-sun jako Choi Seo-hee, pracownica obsługi hotelu, za życia żona arystokraty, która po urodzeniu dziewczynki została doprowadzona do szaleństwa.
- Pyo Ji-hoon jako Ji Hyun-joong, recepcjonista hotelu, młody chłopak z dobrego domu zabity w trakcie wojny koreańskiej.
- Kang Mi-na jako duch Jung Soo-jung / Kim Yoo-na, szkolna ofiara, która po śmierci przejmuje puste ciało swojej prześladowczyni. Pracuje w hotelu jako stażystka.

Ludzie z przeszłości Jang Man-wol
- Lee Do-hyun jako Goo Chung-myung, generał armii z czasów Goguryeo, zakochany w Man-wol.
- Lee Tae-sun jako Yeon-woo / Park Young-soo, przybrany brat Man-wol, rebeliant. Jego współczesna reinkarnacja pracuje w policji.

Otoczenie Goo Chan-sunga
- Jo Hyun-chul jako Sanchez, bardzo bogaty przyjaciel Chan-sunga z czasów, kiedy studiowali na Harvardzie. Mieszka z Chan-sungiem w Seulu i jest właścicielem pizzerii.
- Park Yoo-na jako księżniczka Song-hwa / Lee Mi-ra, księżniczka w czasach Goguryeo. Jej współczesna reinkarnacja spotykała się w przeszłości z Chan-sungiem.
- Lee David jako Seol Ji-won, kolega ze studiów Chan-sunga i Sancheza. Psychopatyczny morderca.

### Inne postaci
- Seo Yi-sook jako Mago, bogini.
- Kang Hong-seok jako żniwiarz, przeprowadza dusze ludzkie do zaświatów.

## Ścieżka dźwiękowa
Single
| 2019 | „Another Day” (Monday Kiz i Punch)                     | 20 | Part 1  |
| 2019 | „Lean On My Shoulders” (나의 어깨에 기대어요) (10cm)   | 13 | Part 2  |
| 2019 | „All About You” (그대라는 시) (Taeyeon)                | 1  | Part 3  |
| 2019 | „Only You” (너만 너만 너만) (Yang Da-il)               | 33 | Part 4  |
| 2019 | „Can You See My Heart” (내 맘을 볼 수 있나요) (Heize)  | 2  | Part 5  |
| 2019 | „At the End” (그 끝에 그대) (Chungha)                  | 18 | Part 6  |
| 2019 | „Remember Me” (기억해줘요 내 모든 날과 그때를) (Gummy) | 1  | Part 7  |
| 2019 | „See the Stars” (어떤 별보다) (Red Velvet)             | 50 | Part 8  |
| 2019 | „Can You Hear My Voice” (내 목소리 들리니) (Ben)       | 3  | Part 9  |
| 2019 | „So Long” (안녕) (Paul Kim)                            | 1  | Part 10 |
| 2019 | „Say Goodbye” (Song Ha-ye)                             | 22 | Part 11 |
| 2019 | „Done for Me” (Punch)                                  | 1  | Part 12 |
| 2019 | „Love Del Luna" (러브 델루나) (Taeyong & Punch)        | 46 | Part 13 |
| 2019 | "—" oznacza, że wydawnictwo nie było notowane.         |    |         |

## Oglądalność
| No. | Data emisji           | Oglądalność (AGB Nielsen) |
| --- | --------------------- | ------------------------- |
| 1   | 13 lipca 2019(dts)    | 7,327%                    |
| 2   | 14 lipca 2019(dts)    | 7,633%                    |
| 3   | 20 lipca 2019(dts)    | 8,281%                    |
| 4   | 21 lipca 2019(dts)    | 7,736%                    |
| 5   | 27 lipca 2019(dts)    | 7,023%                    |
| 6   | 28 lipca 2019(dts)    | 8,701%                    |
| 7   | 3 sierpnia 2019(dts)  | 8,052%                    |
| 8   | 4 sierpnia 2019(dts)  | 9,131%                    |
| 9   | 10 sierpnia 2019(dts) | 8,349%                    |
| 10  | 11 sierpnia 2019(dts) | 10,009%                   |
| 11  | 17 sierpnia 2019(dts) | 8,590%                    |
| 12  | 18 sierpnia 2019(dts) | 10,407%                   |
| 13  | 24 sierpnia 2019(dts) | 8,750%                    |
| 14  | 25 sierpnia 2019(dts) | 9,995%                    |
| 15  | 31 sierpnia 2019(dts) | 9,892%                    |
| 16  | 1 września 2019(dts)  | 12,001%                   |